# Logorun
Logorun (olaszul: Lucorano) egy lakatlan sziget az Adriai-tengerben, Horvátországban, Tribunj előtt.

## Fekvése
Logorun Tijat szigetétől északra, Lukovnik szigetétől délkeletre fekszik. A szárazföldtől mért távolsága 550 m, területe 0,39 km². A sziget északnyugat-délkeleti irányban nyúlik el, hossza 1,3 km, legnagyobb szélessége pedig 0,4 km. A partvonal hossza 4 km. A sziget mészkőből épül fel. Legnagyobb magassága 49 m. Felszínét csak ritka növényzet borítja. Szamarakat tartanak rajta.

## Fordítás
Ez a szócikk részben vagy egészben  a   Logorun című horvát Wikipédia-szócikk ezen változatának fordításán alapul.  Az eredeti cikk szerkesztőit annak laptörténete sorolja fel. Ez a jelzés csupán a megfogalmazás eredetét és a szerzői jogokat jelzi, nem szolgál a cikkben szereplő információk forrásmegjelöléseként.